# Phyllanthus bernerianus
Phyllanthus bernerianus är en emblikaväxtart som beskrevs av Henri Ernest Baillon och Johannes Müller Argoviensis. Phyllanthus bernerianus ingår i släktet Phyllanthus och familjen emblikaväxter.

## Underarter
Arten delas in i följande underarter:
- P. b. bernerianus
- P. b. glaber